# رولف آوموت
رولف آوموت (انگلیسی: Rolf Aamot؛ زادهٔ ۲۸ سپتامبر ۱۹۳۴) عکاس، کارگردان فیلم، نقاش، هنرپیشه، و آهنگساز اهل نروژ است.